# Televisione Centrale Coreana
La Televisione centrale coreana, in sigla TCC (조선중앙텔레비죤?, Chosŏn Chungang T'ellebijyonLR) e nota in inglese come Korean Central Television (KCTV), è il principale canale televisivo della Corea del Nord, avente sede nella capitale Pyongyang. Fa parte del Sistema centrale coreano delle trasmissioni radiotelevisive, la sola azienda radiotelevisiva del paese al 100% di proprietà pubblica che gestisce altre tre reti televisive ed alcune stazioni radiofoniche.

## Storia
La rete fu fondata il 1º settembre 1953 col nome di Rete televisiva di Pyongyang, subito dopo la fine della guerra di Corea. La decisione di creare una Tv di stato fu presa direttamente dal presidente Kim Il-sung, ma le trasmissioni iniziarono sperimentalmente solo nel settembre 1961, sotto il nome di Sistema centrale di trasmissione televisiva.
Il canale iniziò il regolare servizio di trasmissioni televisive il 3 marzo 1963 alle ore 19:00 KST (ora locale) dagli studi di Pyongyang: le emissioni duravano inizialmente due ore, dalle 19:00 alle 21:00 KST, ed erano limitate ai giorni feriali. Successivamente furono estese a 4 e poi a 6 ore.
Il primo evento trasmesso in diretta fu il V congresso del Partito dei Lavoratori di Corea, il 1º ottobre 1970.
L'emittente assunse il suo nome attuale alle ore 17:00 KST del 3 gennaio 1973. Nello stesso anno partirono i test per la conversione al colore. Il 1º luglio 1974 partirono le trasmissioni a colori parziali: i Giochi Asiatici di Teheran vennero diffusi con il nuovo sistema dal 1º settembre 1974. Il 1º settembre 1977 tutte le trasmissioni televisive erano a colori.
Dal 1975 furono introdotte le trasmissioni nei giorni festivi, mentre dal 1º marzo 1981 il canale è attivo anche nei giorni di festa nazionale. Dal 19 luglio 1980, con l'apertura dei Giochi della XXII Olimpiade, l'emittente è in grado di ricevere eventi dall'estero via satellite.
Negli ultimi anni l'emissione satellitare è stata progressivamente migliorata in qualità: dal 19 gennaio 2015, la Televisione Centrale Coreana ha iniziato a trasmettere in via sperimentale in HD. Nonostante sempre più programmi fossero prodotti originalmente in 16:9, l'emissione rimaneva nativa in 4:3 (per poi essere convertita in 16:9 dal satellite): così molte trasmissioni andavano in onda con bande nere sui lati in formato pillarbox o addirittura windowbox. Inoltre solo pochi programmi, come l'annuncio di apertura o le attività di Kim Jong-un, erano effettivamente ripresi in HD, mentre il resto dell'emissione era in definizione standard. Il 4 dicembre 2017 sono infine iniziate le trasmissioni stabili in 16:9, alta definizione ed audio stereofonico: per l'occasione la grafica del canale è stata modificata ed aggiornata.
Quanto alla trasmissione interna alla Corea del Nord, sembra che dal 2012 siano iniziati test per il digitale terrestre, e al 2019 i quattro canali televisivi nordcoreani risultano ricevibili in standard DVB-T2 a Pyongyang e in altre città. Tuttavia, non risulta fissata alcuna data per il passaggio definitivo al digitale terrestre e l'emittente è generalmente disponibile solo in analogico.

## Programmazione

Screenshot della sigla di apertura delle trasmissioni (2013).

La programmazione è in gran parte improntata alla glorificazione nazionale e alla propaganda politica e patriottica, in favore del governante Partito dei Lavoratori di Corea, dell'Armata Popolare Coreana e della classe dirigente dello stato nordcoreano. Ciò influenza gran parte del palinsesto, specie i notiziari (in tre edizioni, pomeridiana, serale e di "tarda serata"), le serie e i film trasmessi (in gran parte di produzione locale) e i documentari storici, che narrano perlopiù la vita di Kim Jong-il, Kim Il-sung, la potenza e la "prosperità" nazionale e l'ideologia Juche. I fatti e le notizie sono sottoposti a censura, atta ad esaltare la nazione e denigrare i "nemici" (primi fra tutti gli Stati Uniti d'America).
Il canale trasmette anche alcuni programmi per bambini, in particolare cortometraggi o serie animate prodotte dallo Studio SEK, tipicamente (ma non solo) dopo il notiziario delle 17:00. Inoltre, a partire dagli anni 2010, la Televisione Centrale Coreana trasmette in quantità crescente brevi documentari e programmi informativi su argomenti vari (attualità locale, economia e industria, salute, letteratura e altro); è aumentata anche la copertura di eventi sportivi, presentati solitamente in differita e in versione condensata. A causa della presenza di trasmissioni di genere e target variabili, il palinsesto è perciò da ritenersi generalista.
Non viene trasmessa alcuna pubblicità in senso proprio (solo talvolta vengono dedicati servizi estesi a nuove produzioni di aziende statali): gli intervalli tra un programma e l'altro sono occupati da video musicali di vario tipo, che includono la trascrizione a schermo del testo del brano che li accompagna. Curiosamente le schermate di servizio non sono nere, ma di colore rosso o blu.

### Notiziari
Il notiziario della TCC è denominato in coreano 보도 (lett. Podo, traducibile in italiano come bollettino). Si tratta di fatto di un organo ufficiale del regime nordcoreano, fortemente condizionato dalla censura, che dà ampio spazio alla cronaca interna e solo marginalmente a quella estera.
Uno dei tratti distintivi degli speaker e dei conduttori della rete è il loro stile di presentazione, molto "melodrammatico". Il tono di voce usato è sempre accuratamente studiato ed adattato alle circostanze, risultando sempre molto solenne. Non a caso una delle speaker più note del canale, Ri Chun-hee, è diplomata in performance art. L'abbigliamento e il taglio dei capelli dei "volti" del canale è anch'esso estremamente standardizzato: giacca e cravatta dai colori poco appariscenti per gli uomini, abito tradizionale rosa oppure tailleur bigio per le donne. All'altezza del cuore è inoltre applicata una spilla con i volti di Kim Il-sung e Kim Jong-il.
Ogni edizione del notiziario si apre con la formula celebrativa «위대한 령도자 김[...]동지께서», ovvero in italiano Il grande leader, compagno Kim [nome].
Lo studio originariamente mostrava alle spalle del presentatore un'immagine fissa variabile (talora il panorama di Pyongyang e del fiume Taedong, oppure una boiserie o ancora una vista del monte Baekdu). Tale sfondo fu rinnovato nel marzo 2012, con una nuova videografica computerizzata, che faceva apparire accanto ad una delle spalle del presentatore un riquadro con un'immagine descrittiva della notizia.
Nel settembre 2012 lo studio fu nuovamente riallestito, con una scenografia fissa molto simile a quella in uso allora alla CCTV (che contribuì economicamente con 800.000 $ all'operazione). Alle spalle del conduttore è posto un videowall.
Dalla primavera 2019 i notiziari della TCC hanno aumentato e rimodernato l'utilizzo delle grafiche a schermo.

### Orario delle trasmissioni
Dagli anni '70 fino al 2013, la rete trasmetteva ogni giorno dalle 17:00 alle 23:00 circa (con monoscopio a partire dalle 16:30) nei giorni feriali, e dalle 9:00 alle 23:00 circa nei giorni festivi e di vacanze. A partire da aprile 2013 in alcuni giorni e definitivamente da luglio, l'orario di inizio delle trasmissioni risulta fissato alle 15:00 (con monoscopio a partire dalle 14:30 o 14:25) per i giorni feriali, alle 9:00 nei fine settimana e anche nei giorni 1, 11 e 21 di ogni mese e alle 8:00 nei giorni di festa nazionale; i programmi terminano quasi sempre intorno alle 22:30. In caso di eventi speciali improvvisi, i programmi dedicati alla loro copertura possono tuttavia andare in onda senza preavviso a qualunque ora.
Dal 15 maggio 2022 la Televisione Centrale Coreana inizia le trasmissioni tutti i giorni alle 9:00 (si mantiene comunque l'anticipazione alle 8:00 nei principali festivi), per terminarle sempre poco dopo le 22:30. Negli orari di inattività, il canale trasmette di solito barre colorate e tono audio continuo.

### Esempio di palinsesto feriale
Questo palinsesto è indicativo e riferito agli anni passati: l'aumento di programmi informativi e culturali negli ultimi anni ha diversificato la programmazione abituale dell'emittente.
| Orario (KST)  | Programma | Durata             |
| ------------- | --- | ------------------ |
| 14:30 - 15:00 | Versione modificata di un monoscopio Philips PM5544 contenente orologio digitale e loghi, con sottofondo musicale e infine segnale orario | 30 minuti          |
| 15:00 - 15:10 | Inno nazionale, annuncio di inizio programmi, esecuzione dell'inno di Kim Il-sung e dell'inno di Kim Jong-il, lettura del palinsesto      | 10 minuti          |
| 15:10 - 16:20 | Riassunto di eventi speciali | 70 minuti          |
| 16:20 - 17:00 | Documentari | 40 minuti          |
| 17:00 - 17:20 | Notiziario del pomeriggio (보도 - Podo)                                                                                                   | 20 minuti          |
| 17:20 - 17:25 | Meteo | 5 minuti           |
| 17:25 - 17:30 | Rassegna stampa | 5 minuti           |
| 17:30 - 18:00 | Programmazione per bambini (cartoni ecc.)                                                                                                 | 30 minuti          |
| 18:00 - 18:20 | Informazioni legali | 20 minuti          |
| 18:20 - 18:40 | Esibizioni di militari (coro, orchestra, parate, esercitazioni ecc...)                                                                    | 20 minuti          |
| 18:40 - 19:10 | Notizie sportive | 30 minuti          |
| 19:10 - 19:25 | Notiziario serale (보도 - Podo) | 15 minuti          |
| 19:25 - 19:30 | Meteo | 5 minuti           |
| 19:30 - 20:00 | Sitcom o serie TV | 30 minuti          |
| 20:00 - 20:50 | Teatro | 50 minuti          |
| 20:50 - 22:10 | Film | 80 minuti          |
| 22:10 - 22:25 | Notiziario notturno: "Tra le notizie di oggi" (오늘의 보도중에서 - Oneul'ui bodojeung'eseo)                                               | 15 minuti          |
| 22:25 - 22:30 | Meteo | 5 minuti           |
| 22:30 - 22:35 | Video musicali | 5 minuti           |
| 22:35 - 22:50 | Lettura del palinsesto per l'indomani, annuncio di fine trasmissioni, saluto alla bandiera e musica                                       | 15 minuti          |
| 22:50 - 14:30 | Inizialmente schermo nero, poi monoscopio a barre verticali colorate con segnale acustico a 1 kHz fino alla ripresa delle trasmissioni    | 16 ore e 40 minuti |

## Apertura e chiusura delle trasmissioni

### Apertura
Mezz'ora prima dell'apertura delle trasmissioni, l'emittente inizia a trasmettere un monoscopio Philips PM5544 modificato nei colori e nell'aspetto, provvisto di orologio digitale in un rettangolo nero in basso ed accompagnato da una selezione musicale. Dagli anni '80 fino al 3 dicembre 2017 il monoscopio aveva la parte superiore del cerchio centrale azzurra, con il disegno stilizzato del Chollima (un cavallo alato il cui mito è assai diffuso nelle culture orientali) affiancato sui lati dai due fonemi coreani che compongono la parola "Pyongyang". Dal 4 dicembre 2017 il monoscopio è riadattato al formato 16:9 e modificato: il cerchio centrale è più ristretto e ha nella parte superiore il Lago Paradiso del Monte Paektu, la montagna sacra ai coreani, sempre su sfondo celeste, accompagnato dalla dicitura in chosŏngŭl "Televisione Centrale Coreana".
Un minuto prima dell'inizio delle trasmissioni, la musica sfuma e viene trasmesso quattro volte lo stesso segnale d'intervallo della Voce di Corea, costituito dalla linea melodica dell'inizio dell'Inno a Kim Il-sung in versione rallentata e sintetizzata. La sequenza di apertura delle trasmissioni del canale, rimasta concettualmente simile nel corso degli ultimi decenni nonostante periodici aggiornamenti, comprende:
- l'esecuzione strumentale dell'inno nazionale: il video è composto da inquadrature del monte Paektu, seguite da una ripresa della bandiera nordcoreana che sventola, sopra la quale compare una riproduzione della statua del Chollima. Al termine compare il nome dell'emittente in chosŏngŭl;
- l'annuncio di inizio dei programmi letto da una speaker. Dopo il saluto iniziale, spesso la speaker farà una pausa per un piccolo inchino al pubblico;
- l'esecuzione strumentale dell'inno a Kim Il-sung: dopo ulteriori inquadrature del monte Paektu, viene mostrato su sfondo rosso un piccolo ritratto di Kim Il-sung di forma ovale che si ingrandisce progressivamente;
- l'esecuzione dell'inno a Kim Jong-il: negli anni '90 e 2000 veniva trasmessa la registrazione di un'esecuzione dal vivo in versione cantata;[9][10] in seguito questa è stata sostituita da un video analogo al precedente, accompagnato dall'inno in versione strumentale;
- la presentazione per esteso del palinsesto del giorno. Fino agli anni '90 questa era posizionata tra l'annuncio di inizio e l'inno a Kim Il-sung.[9]

### Chiusura

Monoscopio a barre verticali colorate.

Le trasmissioni terminano (ad oggi, solitamente tra le 22:30 e le 23:00.KST circa) con la presentazione per esteso del palinsesto del giorno dopo, l'annuncio di fine dei programmi e un "omaggio alla bandiera", composto da un video della bandiera nordcoreana che sventola accompagnato dal brano La patria splendente (빛나는 조국?, Bichnaneun jogugLR).
Durante gli orari di assenza dei programmi va in onda un altro monoscopio: si tratta di un semplice modello EBU costituito da barre verticali colorate, accompagnato quasi sempre in audio da una nota continua. Il monoscopio usato fino al 3 dicembre 2017 (e rimasto poi in onda solo sul satellite Intelsat 21) era in formato 4:3 e presentava una scritta "Pyongyang D P R of Korea" generata con una titolatrice; dal 4 dicembre 2017 è stato riformattato in 16:9 e privato della scritta.
Tale schermata resta invariata fino a mezz'ora prima dell'inizio delle trasmissioni, quando compare il monoscopio Philips modificato descritto sopra.

## Diffusione interna alla Corea del Nord

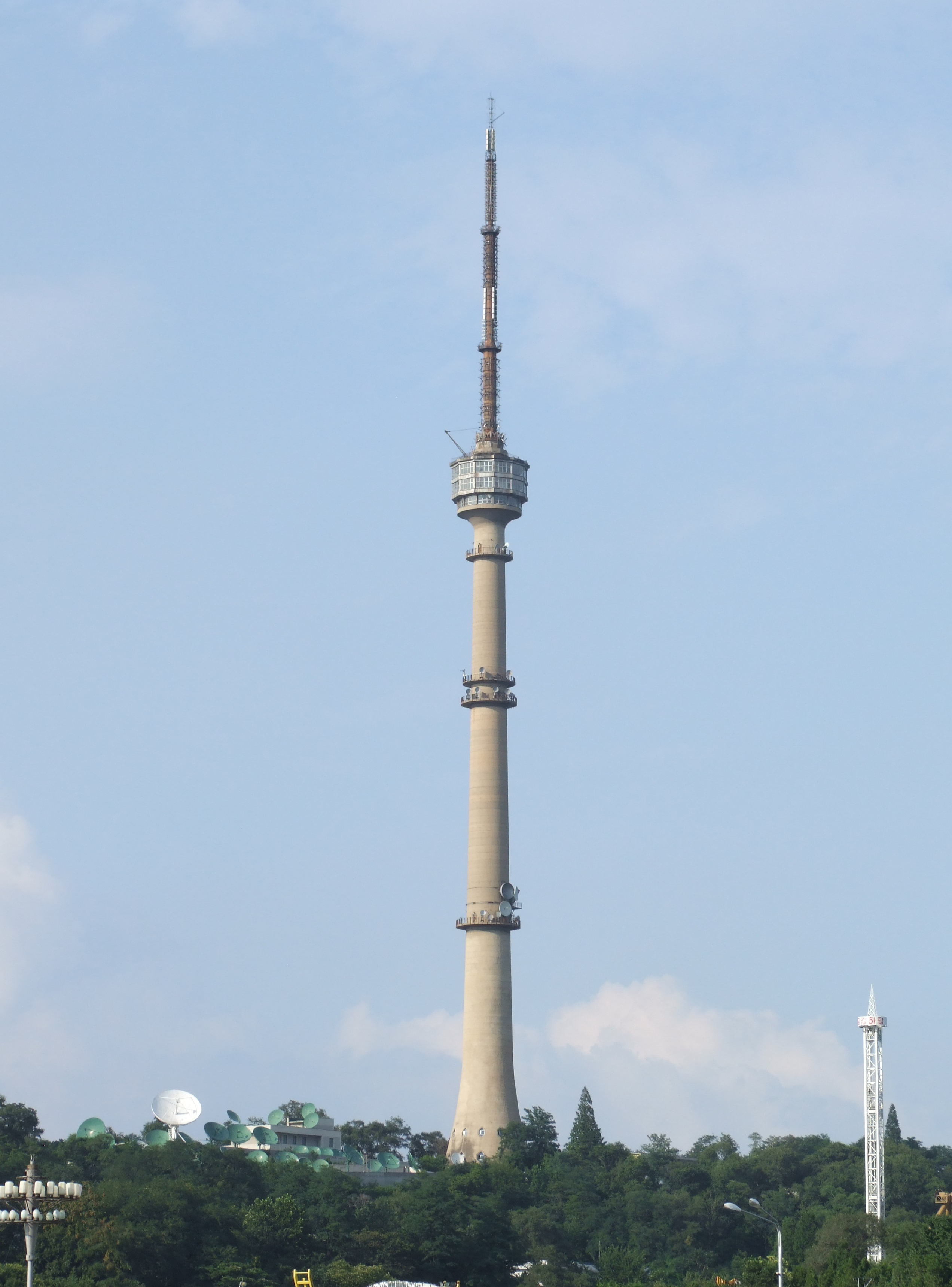
La torre della televisione di Pyongyang, uno dei più importanti ripetitori radiotelevisivi nordcoreani.

La Televisione centrale coreana trasmette in Corea del Nord in tecnica analogica PAL, attraverso una rete di trasmettitori estremamente capillare e potente, tanto che molto spesso il segnale sconfina fuori dalle frontiere nazionali, nonostante i tentativi dei governi esteri di bloccarlo. Inoltre il canale è visibile via cavo (nelle zone dove è disponibile l'allacciamento, soprattutto a Pyongyang) e sul servizio IPTV Manbang destinato al mercato interno, che rende disponibile on demand anche l'intera programmazione dell'ultima settimana. Almeno al 2019 il canale è disponibile anche in digitale terrestre in standard DVB-T2 a Pyongyang e in altre città.
I televisori e le radio in vendita in Corea del Nord sono modificati in maniera tale da poter ricevere le sole reti nazionali, e marchiati con un apposito sigillo. Il cittadino nordcoreano scoperto a modificare il suo apparecchio è soggetto a pene molto severe, che arrivano all'internamento in un campo di lavoro.

## Diffusione estera

### Via satellite
La TCC è trasmessa in tecnica satellitare dal 1980; dal 1º agosto 2010 fino a inizio 2020 si è appoggiata al satellite Thaicom 5, risultando pertanto ricevibile in Asia sud-occidentale, Australasia, Medio Oriente, Africa ed Europa. Dal 2017 la trasmissione satellitare è passata in 16:9 e in HD in contemporanea a quella terrestre.
In seguito, il satellite Thaicom 5 ha cessato l'attività il 26 febbraio 2020 a causa di problemi tecnici presenti dal mese di dicembre che non è stato possibile risolvere: la Televisione Centrale Coreana e le due radio sono state quindi trasferite, già dal 18 gennaio, sul satellite ChinaSat 12 (87,5°E). Alla Televisione Centrale Coreana si affiancavano due canali radio: la Voce di Corea, destinata a un pubblico internazionale, e la Stazione di trasmissione centrale coreana, ovvero la principale radio di stato.
A fine giugno 2024 la Televisione Centrale Coreana e le due radio sono state inaspettatamente eliminate anche dal satellite ChinaSat 12 per motivi non chiari. La sola TCC è stata trasferita sul satellite russo Express 103 (96,5°E), che vanta però una copertura inferiore: soltanto gran parte dell'Asia (ma escluse la penisola arabica, il subcontinente indiano e il sud-est asiatico) e parte dell'Europa orientale.
A partire da aprile 2015 l'emittente è disponibile in alternativa anche sul satellite Intelsat 21 (58,0°W), per rivolgersi alle aree lasciate scoperte dai satelliti Thaicom, Chinasat ed Express, come parte dell'Europa occidentale ed America. Su quest'ultimo satellite, anche dopo il 2017 il canale è rimasto in onda in 4:3 SD: la gran parte della programmazione ora prodotta in 16:9 è quindi trasmessa in letterbox. Il 13 novembre 2020 la frequenza utilizzata sul satellite Intelsat 21 è passata dai 3840 MHz (in DVB-S) ai 4080 MHz (in DVB-S2).
Infine da marzo 2019 la Televisione centrale coreana, assieme alle due radio già menzionate, è stata trasmessa anche sul satellite di servizio sudcoreano Koreasat-5A (113°E) in versione criptata in 16:9 HD; tuttavia questa ripetizione è stata eliminata entro gennaio 2021.

### Via internet
Negli anni 2000 il notiziario della TCC cominciò a essere distribuito online con sottotitoli in giapponese.
La rete è visibile in streaming online sul sito di notizie e ricerche nordcoreane KCNA Watch, che offre inoltre un vasto archivio di registrazioni delle trasmissioni. Questa ritrasmissione proviene dal segnale satellitare di Intelsat 21 in 4:3. Uno streaming regolare alternativo, stavolta in 16:9, era offerto dal 2022 dal canale Twitch "kctv_elufa", ma al 2025 non è più disponibile.
Diversi programmi singoli oppure streaming sporadici o non completi dell'intero palinsesto sono o erano reperibili su YouTube sul canale dell'emittente (non più esistente) e su quelli collegati a siti web sponsorizzati dal governo nordcoreano, spesso con sede in Cina (ad esempio Uriminzokkiri o DPRK Today): tuttavia questi canali vengono spesso oscurati. Esistono comunque molti altri canali amatoriali che caricano trasmissioni varie di solito registrate dal segnale satellitare, per fini di ricerca o per simpatia verso la Corea del Nord.

## Logo
Fino almeno alla metà degli anni '90, la TCC andava in onda senza logo. Il logo di rete è stato introdotto negli anni successivi e da allora è presente in sovrimpressione, in alto a sinistra, ininterrottamente da mezz'ora prima dell'inizio delle trasmissioni fino al loro termine. Esso rappresenta una stilizzazione della torre Juche di Pyongyang, con ai lati due caratteri in hangŭl: 조선 (traslitterato Chosŏn, il nome della Corea usato in Corea del Nord), il tutto racchiuso in un ovale.

## Canali affiliati
Alla Televisione Centrale Coreana si affiancano altri tre canali televisivi, l'ultimo dei quali è nato nel 2015. Tutti sono disponibili per il servizio on demand Manbang, via cavo e in alcune zone via etere in formato DVB-T2 con le stesse modalità della Televisione centrale; solo la televisione di Ryongnamsan e quella sportiva sono trasmesse anche via etere in analogico (con copertura più modesta di quella del canale principale e limitata alle principali città). Nessuno di essi è visibile via satellite o in generale all'esterno della Corea del Nord.

### Televisione di Ryongnamsan
Questo canale ha più volte cambiato nome e programmi: venne fondata come Stazione televisiva di Kaesŏng il 1º aprile 1971 e passò al colore nel 1991. Un rinnovamento dell'emittente è avvenuto nel febbraio 1997: il nome dell'emittente è diventato "Rete culturale ed educativa coreana" e la programmazione ha acquisito carattere più tematizzato. Il canale trasmetteva da Pyongyang dalle 17:00 alle 22:00 nei giorni feriali e dalle 12:00 alle 22:00 nei fine settimana e nei giorni festivi. Negli anni '90 era spesso attivo un trasmettitore sperimentale dell'emittente a Kaesong, che funzionava in formato NTSC sulla frequenza 8 (a differenza degli altri, attivi in PAL sulla frequenza 9) e mandava in onda un palinsesto destinato al pubblico sudcoreano con fini di propaganda della cultura locale.
Dal 5 settembre 2012 il canale ha ricevuto il nome attuale ed un cambio al palinsesto: l'emittente è dedicata principalmente agli studenti delle università di Pyongyang e trasmette principalmente programmi di approfondimento scientifico e culturale oppure dedicati all'apprendimento di inglese, cinese e russo (inclusi alle volte film stranieri). Inizialmente trasmetteva dalle 19:00 alle 22:00 il lunedì, mercoledì e venerdì; al 2019, i programmi invece vanno tutti i giorni feriali dalle 18:00 alle 22:00, ma il canale è inattivo nei fine settimana.

### Televisione di Mansudae
Il terzo canale televisivo nordcoreano è nato come Stazione televisiva di Mansudae il 4 dicembre 1983 (molte fonti riportano la data del 1º dicembre 1973, ma è probabilmente un errore): trasmetteva via etere solo il sabato dalle 19:00 alle 22:00 e la domenica dalle 10:00 alle 13:00 e dalle 16:00 alle 22:00. Era celebre per la scelta di dedicare parte della programmazione alla cinematografia estera, specialmente cinese e dell'Europa dell'est: nel 1991 avrebbe trasmesso per la prima volta in Corea del Nord un film giapponese. Le trasmissioni via etere dell'emittente risultano improvvisamente cessate nel luglio 2015 per motivi non chiari, anche se sono state ipotizzate controversie sulla programmazione di origine estera. Il canale risulta riacceso nel 2016 o a fine 2015 esclusivamente via cavo e poi anche attraverso il sistema Manbang e in digitale terrestre in DVB-T2, rinunciando alla trasmissione in analogico; le trasmissioni sono state estese anche al venerdì (sempre dalle 19:00 alle 22:00) e al 2019 includono principalmente film, trasmissioni culturali e sportive. A marzo 2018 risulta che l'allacciamento per la visione dell'emittente è offerto a pagamento per le zone al momento non raggiunte dalla rete via cavo o dal sistema Manbang, ad un prezzo di 650 yuan: il fatto che non si possa adoperare per il pagamento lo won nordcoreano è stato interpretato come stratagemma per incamerare valuta straniera sfruttando la richiesta crescente di contenuti esteri.
Al 2020 la sequenza di apertura della Televisione di Mansudae era concettualmente affine a quella della TCC, ma con alcune differenze, fra cui l'assenza di un annuncio in studio dell'inizio delle trasmissioni. Nell'ultimo minuto di monoscopio viene ripetuto tre volte un estratto melodico di 20 secondi dell'inno a Kim Jong-il in versione rallentata e sintetizzata; un altro brano costituisce la sigla di apertura vera e propria, accompagnata da immagini di monumenti di Pyongyang e simboli del Partito del Lavoro di Corea. Seguono gli inni a Kim Il-sung e Kim Jong-il nelle stesse versioni trasmesse sulla TCC e la lettura del palinsesto.

### Televisione sportiva
La Televisione sportiva, la più recente emittente coreana, è stata attivata il 15 agosto 2015 sulla frequenza 5 da Pyongyang da poco liberata dalla stazione di Mansudae. Trasmette competizioni sportive di atleti nordcoreani e programmi sulla storia e sullo sviluppo dello sport in Corea del Nord e nel mondo. Il canale è attivo dalle 19:00 (o dalle 18:00) alle 22:00 il sabato e la domenica.

## Frequenze televisive in Corea del Nord
Per le trasmissioni analogiche via etere, la Corea del Nord usa lo standard PAL e il sistema canali VHF dell'Europa orientale. In passato, la Televisione centrale coreana era presente in isofrequenza sui 55,25 MHz. Al 2012, secondo il World Radio TV Handbook, le tre emittenti televisive nordcoreane all'epoca attive utilizzavano (almeno a Pyongyang) le frequenze:
- VHF 5 (93,25 MHz) per la Televisione di Mansudae;
- VHF 9 (199,25 MHz) per la Televisione di Ryongnamsan;
- VHF 12 (223,25 MHz) per la Televisione centrale coreana.

Tuttavia è stato notato che il tablet nordcoreano Samjiyon, presentato e venduto da fine 2012, che integra un sintonizzatore televisivo analogico, permette di scansionare soltanto le frequenze VHF 5 e 12 e UHF 25 e 31: quindi è possibile che il piano qui sopra non sia aggiornato.

## Volti noti
- Ri Chun-hee